# Виталлиум

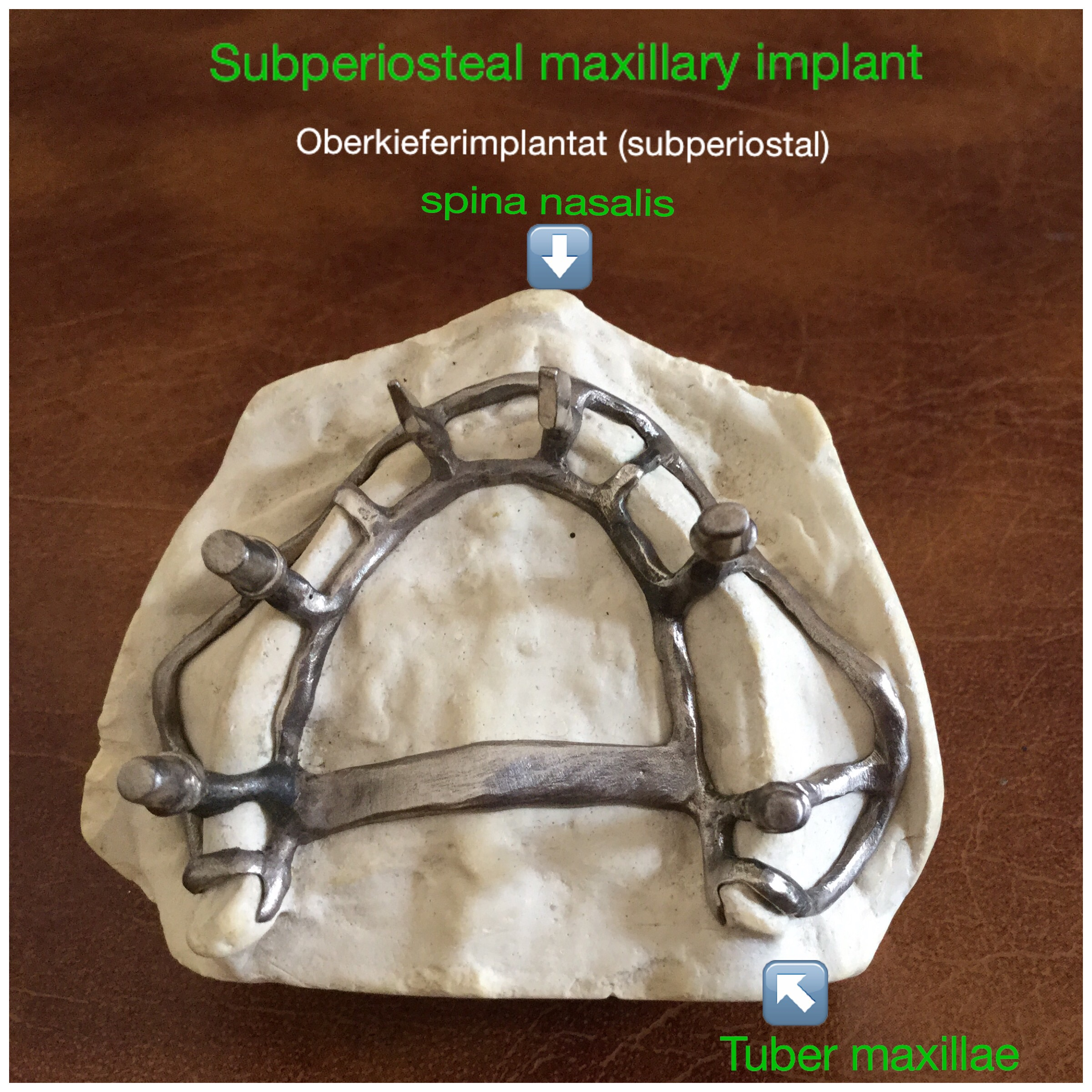
Субпериостальный верхнечелюстной имплантат из виталлия, 1977 год.

Виталлиум, вита́ллий — сплав 65% кобальта, 30% хрома, 5% молибдена и других веществ. Данный сплав используется в стоматологии и артропластике из-за его устойчивости к коррозии. Он также используется для компонентов турбонаддувов из-за его термической стойкости. Виталлий был создан Альбертом В. Мерриком для Austenal Laboratories в 1932 году.
В 2016 году Норман Шарп, 91-летний британец, был признан обладателем самого старого в мире имплантата для эндопротезирования тазобедренного сустава.  Два имплантата Vitallium были установлены в ноябре 1948 года в Королевском национальном ортопедическом госпитале в рамках только что сформированной Национальной службе здравоохранения. 67-летние имплантаты прослужили так необычно долго, отчасти потому, что они не требовали типичной для таких имплантатов замены, а также потому, что на момент имплантации Шарпу было 23 года, из-за перенесенного в детстве септического артрита.
Для высокотемпературного использования в двигателях, особенно в турбонаддувах, первым сплавом был стеллит Хейнса No. 21, похожий на виталлий. Он был предложен британским инженером и носителем зубных протезов С.Д. Хероном во время Второй мировой войны. Хотя характеристики материала явно подходили для изготовления лопастей турбонаддувов, считалось, что его невозможно отлить с необходимой точностью. Херон продемонстрировал, что это возможно, показав свои протезы из виталлия.